# Раффенель, Жан Батист Анн
Жан Батист Анн Раффенель (Anne-Jean-Baptiste Raffenel, 1809—1858) — французский путешественник.

## Биография
В 1843 и 1844 гг. совершил путешествие в Сенегал в качестве члена комиссии для расследования этой страны, привёл в порядок труды комиссии и напечатал их под заглавием «Voyage dans l’Afrique occidentale» (П., 1846). В 1850 году ему было поручено пройти Африку с запада на восток между параллелями 10° и 15° с. ш., т. е. через наименее исследованную часть материка. Он дошёл до низовьев Нигера и страны Сего, а оттуда до Томбукту на верховьях Нигера, но, выданный своими проводниками, попался в плен туземцам, из которого освободился только через 8 месяцев (1852). Во время своего плена Раффенель приготовил к печати «Nouveau voyage au pays des nègres» etc. (П., 1856). Позже был губернатором на Мадагаскаре.